# Liste der Ehrenmitglieder des Vereins Deutscher Ingenieure

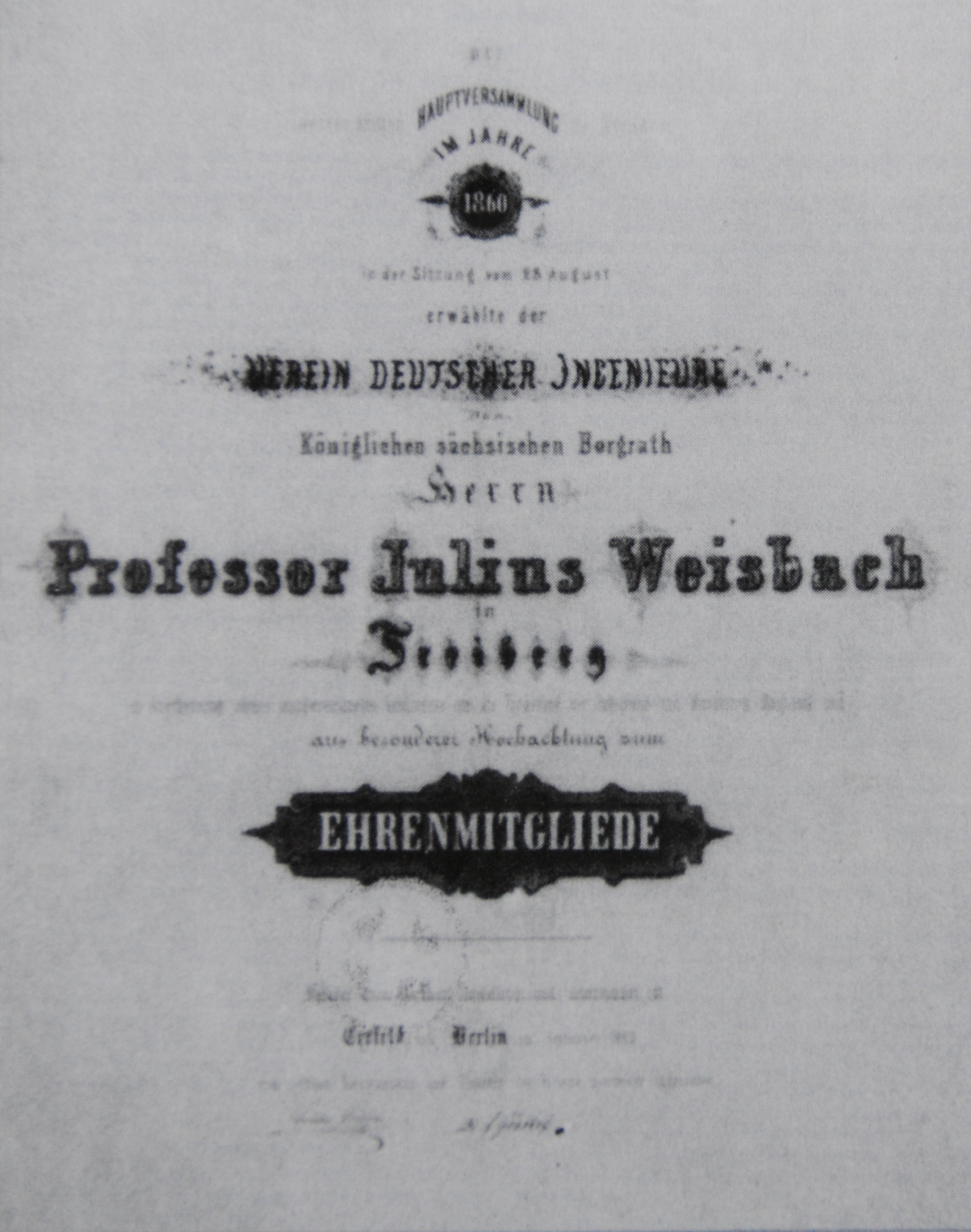
Urkunde zur Ernennung von Julius Weisbach als erstes Ehrenmitglied des Vereins Deutscher Ingenieure

Mit der Ehrenmitgliedschaft würdigt der Verein Deutscher Ingenieure (VDI) die Leistungen von Personen, die sich in besonderem Maße um den VDI oder um den Berufsstand der Ingenieure verdient gemacht haben. Die Möglichkeit zur Ehrenmitgliedschaft besteht seit der Gründung des VDI im Jahr 1856. Sie wurde 1860 zum ersten Mal vergeben.

## Ehrenmitglieder
| Name                        | Lebensdaten | Ernennung zum Ehrenmitglied | Anmerkung |  |
| --------------------------- | ----------- | --------------------------- | --- |  |
| Julius Weisbach             | 1806–1871   | 1860                        | Erstes Ehrenmitglied des VDI, Ernennung auf der dritten VDI-Hauptversammlung in Dresden                                           |  |
| Alfred Krupp                | 1812–1887   | 1862                        | Ernennung auf der fünften VDI-Hauptversammlung in Eisenach                                                                        |  |
| Rudolf von Carnall          | 1804–1874   | 1865                        | Ernennung auf der achten VDI-Hauptversammlung in Breslau                                                                          |  |
| Gustav Zeuner               | 1828–1907   | 1872                        | Ernennung auf der 13. VDI-Hauptversammlung in Karlsruhe                                                                           |  |
| Werner von Siemens          | 1816–1892   | 1873                        | Ernennung auf der 14. VDI-Hauptversammlung in Halle an der Saale                                                                  |  |
| Heinrich von Dechen         | 1800–1889   | 1875                        | Ernennung auf der 16. VDI-Hauptversammlung in Aachen                                                                              |  |
| Rudolf Klostermann          | 1828–1886   | 1880                        | Ernennung auf der 21. VDI-Hauptversammlung in Köln                                                                                |  |
| Franz Grashof               | 1826–1893   | 1887                        | Gründungsmitglied des VDI und dessen langjähriger Direktor                                                                        |  |
| Friedrich Euler             | 1823–1891   | 1889                        | Gründungsmitglied des VDI und dessen erster Vorsitzender                                                                          |  |
| Eduard Becker               | 1832–1913   | 1889                        | VDI-Vorsitzender 1884 und 1885 |  |
| Simon Schiele               | 1822–1895   | 1890                        | VDI-Vorsitzender mit den meisten Amtszeiten                                                                                       |  |
| Joseph Pützer               | 1831–1913   | 1894                        | Gründungsmitglied des VDI |  |
| Heinrich Caro               | 1834–1910   | 1897                        | Gründungsmitglied des VDI, VDI-Vorsitzender 1892 und 1893                                                                         |  |
| Carl von Bach               | 1847–1931   | 1899                        | VDI-Vorsitzender 1886 |  |
| Alexander Herzberg          | 1841–1912   | 1902                        | |  |
| Max Boner                   | 1833–1920   | 1906                        | Gründungsmitglied des VDI, Ernennung anlässlich des 50-jährigen Bestehens des Vereins                                             |  |
| Heinrich Lezius             | 1835–1906   | 1906                        | Gründungsmitglied des VDI, Ernennung anlässlich des 50-jährigen Bestehens des Vereins                                             |  |
| Robert Peschke              | 1827–1909   | 1906                        | Gründungsmitglied des VDI, Ernennung anlässlich des 50-jährigen Bestehens des Vereins                                             |  |
| Karl Wilhelm Sudhaus        | 1827–1915   | 1906                        | Gründungsvorstandsmitglied des VDI, Ernennung anlässlich des 50-jährigen Bestehens des Vereins                                    |  |
| Rudolf Veith                | 1846–1917   | 1910                        | VDI-Vorstandsmitglied von 1901 bis 1902                                                                                           |  |
| Hermann Blecher             | 1841–1918   | 1912                        | VDI-Vorsitzender 1889/1890, auch Ehrenmitglied des Bergischen Bezirksvereins                                                      |  |
| Carl Fehlert                | 1853–1926   | 1914                        | Vorstandsmitglied des VDI 1910 bis 1912                                                                                           |  |
| Friedrich Romberg           | 1846–1919   | 1914                        | |  |
| Friederich Schmetzer        | 1842–1918   | 1916                        | Vorstandsmitglied des VDI 1907 und 1908, Vorsitzender des Märkischen Bezirksvereins des VDI von 1892 bis zu seinem Tod            |  |
| Otto Taaks                  | 1849–1924   | 1920                        | Kurator des VDI von 1907 bis 1919                                                                                                 |  |
| Rudolf Schöttler            | 1850–1924   | 1922                        | VDI-Vorstandsmitglied in den Jahren 1897 und 1898                                                                                 |  |
| Wilhelm Exner               | 1840–1931   | 1927                        | Wahl auf der 66. VDI-Hauptversammlung in Mannheim                                                                                 |  |
| Hermann Röchling            | 1872–1955   | 1927                        | Wahl auf der 66. VDI-Hauptversammlung in Mannheim                                                                                 |  |
| Gottlieb Matthias Lippart   | 1866–1930   | 1929                        | Kurator des VDI von 1920 bis 1929                                                                                                 |  |
| Hermann Claaßen             | 1856–1944   | 1931                        | VDI-Vorstandsmitglied von 1914 bis 1916                                                                                           |  |
| Rudolf Doerfel              | 1855–1938   | 1931                        | Vorsitzender des Ausschusses für die Neuaufstellung von Regeln für die Leistungsversuche an Dampfkesseln und Dampfmaschinen       |  |
| Johannes Görges             | 1859–1946   | 1931                        | VDI-Vorstandsmitglied in den Jahren 1918 bis 1921                                                                                 |  |
| George Henry de Thierry     | 1862–1942   | 1931                        | VDI-Vorstandsmitglied von 1927 bis 1929                                                                                           |  |
| August Riebe                | 1867–1936   | 1935                        | |  |
| Karl Reinhardt              | 1866–1941   | 1936                        | VDI-Vorsitzender von 1918 bis 1921, Verleihung auf der Hauptversammlung in Darmstadt                                              |  |
| Conrad Matschoß             | 1871–1942   | 1941                        | VDI-Direktor von 1916 bis 1934 |  |
| Hans Kloth                  | 1878–1952   | 1942                        | VDI-Vorstandsmitglied von 1933 bis 1938                                                                                           |  |
| Ernst Friedrich             | 1874–1957   | 1944                        | |  |
| Waldemar Hellmich           | 1880–1949   | 1948                        | VDI-Direktor von 1920 bis 1932 |  |
| Johannes Körting            | 1856–1952   | 1948                        | VDI-Vorstandsmitglied von 1909 bis 1911                                                                                           |  |
| Adolf Wallichs              | 1869–1959   | 1949                        | Auszeichnung als „Nestor der deutschen Betriebswissenschaft“ auf der 79. VDI-Hauptversammlung in Düsseldorf                       |  |
| Max Knoevenagel             | 1856–1951   | 1950                        | |  |
| Carl Köttgen                | 1871–1951   | 1950                        | VDI-Vorsitzender von 1929 bis 1931                                                                                                |  |
| Otto Konz                   | 1875–1965   | 1951                        | VDI-Vorstandsmitglied von 1930 bis 1933                                                                                           |  |
| Carl Pfleiderer             | 1875–1965   | 1951                        | |  |
| Karl Wendt                  | 1874–1952   | 1951                        | VDI-Vorsitzender 1926 bis 1928 |  |
| Emil Gminder                | 1873–1963   | 1952                        | Ernennung auf der 82. VDI-Hauptversammlung 1952                                                                                   |  |
| Adolf Heller                | 1873–1955   | 1954                        | |  |
| Hans Bolza                  | 1889–1986   | 1956                        | Ernennung zum Ehrenmitglied im Rahmen der Feier zum 100-jährigen Bestehen des VDI                                                 |  |
| Ernst Grund                 | 1895–1974   | 1956                        | Ernennung zum Ehrenmitglied im Rahmen der Feier zum 100-jährigen Bestehen des VDI                                                 |  |
| Georg Mangold               | 1885–1976   | 1956                        | Ernennung zum Ehrenmitglied im Rahmen der Feier zum 100-jährigen Bestehen des VDI                                                 |  |
| Carl Hugo Steinmüller       | 1872–1959   | 1956                        | Ernennung zum Ehrenmitglied im Rahmen der Feier zum 100-jährigen Bestehen des VDI                                                 |  |
| Theobald Arnholz            | 1884–1961   | 1958                        | Vorstandsmitglied des VDI von 1948 bis 1950                                                                                       |  |
| Friedrich Dessauer          | 1881–1963   | 1958                        | |  |
| Ludwig Has                  | 1883–1964   | 1958                        | |  |
| Oskar Laue                  | 1888–1983   | 1958                        | |  |
| Michael Niedermayer         | 1877–1961   | 1958                        | |  |
| Richard Russ                | 1902–1980   | 1958                        | |  |
| Georg Schäfer               | 1896–1975   | 1958                        | |  |
| Hugo Becker                 | 1884–1962   | 1960                        | |  |
| Erich Kothe                 | 1883–1962   | 1960                        | VDI-Direktor bzw. -Geschäftsführer von 1948 bis 1954                                                                              |  |
| Carl Walther                | 1877–1960   | 1960                        | |  |
| Jakob Heinrich Koch         | 1895–1963   | 1962                        | Ernennung auf dem Deutschen Ingenieurtag in Karlsruhe 1962                                                                        |  |
| Hermann Reusch              | 1896–1971   | 1962                        | Ernennung auf dem Deutschen Ingenieurtag in Karlsruhe 1962                                                                        |  |
| Paul Koeßler                | 1896–1987   | 1964                        | Vorsitzender der VDI-Hauptgruppe „Mensch und Technik“.                                                                            |  |
| Arthur Zinzen               | 1893–1965   | 1964                        | langjähriger Direktor des Deutschen Normenausschusses                                                                             |  |
| Max Riepe                   | 1886–1968   | 1966                        | |  |
| Emil Sörensen               | 1900–1977   | 1966                        | |  |
| Julius Springer             | 1880–1968   | 1966                        | |  |
| Alfred Friedrich Flender    | 1901–1969   | 1969                        | VDI-Vorsitzender 1959 bis 1964 |  |
| Heinz Friebe                | 1902–1973   | 1969                        | Kurator des VDI von 1958 bis 1968                                                                                                 |  |
| Rudolf von Miller           | 1899–1996   | 1969                        | |  |
| Karl Schäff                 | 1901–1985   | 1969                        | VDI-Vorsitzender von 1965 bis 1967                                                                                                |  |
| Werner Preuss               | 1905–2001   | 1971                        | |  |
| Fritz Seubert               | 1897–1974   | 1971                        | |  |
| Hans Stephany               | 1897–1972   | 1971                        | Vorsitzender der Kommission Reinhaltung der Luft von 1963 bis 1970                                                                |  |
| Siegfried Balke             | 1902–1984   | 1973                        | VDI-Vorstandsmitglied von 1973 bis 1976                                                                                           |  |
| Heinrich Grünewald          | 1900–1985   | 1975                        | VDI-Direktor von 1955 bis 1966 |  |
| Herbert Stussig             | 1900–1979   | 1975                        | |  |
| Ibnu Sutowo                 | 1914–2001   | 1975                        | |  |
| Karl-Alfred Henney          | 1907–1983   | 1977                        | VDI-Vorstandsmitglied von 1968 bis 1976                                                                                           |  |
| Nikolaus Kömm               | 1904–1988   | 1977                        | VDI-Vorstandsmitglied von 1973 bis 1975                                                                                           |  |
| Walter Ludewig              | 1907–1988   | 1977                        | VDI-Vorstandsmitglied von 1970 bis 1975, VDI-Vorsitzender von 1971 bis 1974                                                       |  |
| Fritz Meyer                 | 1915–1987   | 1977                        | VDI-Vorsitzender von 1968 bis 1970                                                                                                |  |
| Heinrich Toeller            | 1911–1999   | 1979                        | Kurator des VDI von 1969 bis 1977                                                                                                 |  |
| Wilhelm Dettmering          | 1912–1999   | 1981                        | VDI-Vorstandsmitglied von 1973 und 1980, VDI-Vorsitzender von 1975 bis 1977                                                       |  |
| Kurt Hain                   | 1908–1995   | 1981                        | |  |
| Friedrich Wilhelm Lehmann   | 1908–2003   | 1981                        | |  |
| Rudolf Quack                | 1909–2001   | 1981                        | VDI-Vorstandsmitglied 1974 und 1975                                                                                               |  |
| Walter Stuhlmann            | 1915–1988   | 1983                        | VDI-Vorstandsmitglied von 1976 bis 1981                                                                                           |  |
| Gerhard Wilhelm Becker      | 1927–2012   | 1985                        | VDI-Präsident von 1978 bis 1982                                                                                                   |  |
| Heinz Max Hiersig           | 1915–2005   | 1985                        | |  |
| Gerhard Kienbaum            | 1919–1998   | 1987                        | |  |
| Reinhard Menger             | 1920–2005   | 1987                        | VDI-Direktor von 1970 bis 1985 |  |
| Gustav Wagner               | 1916–1998   | 1987                        | |  |
| Karl Eugen Becker           | 1932–2024   | 1989                        | VDI-Präsident von 1983 bis 1988                                                                                                   |  |
| Hermann Linde               | 1917–2015   | 1989                        | Ernennung auf dem Deutschen Ingenieurtag in Aachen                                                                                |  |
| Heinz Braun                 | 1922–1997   | 1991                        | |  |
| Joachim Pöppel              | 1929–1999   | 1993                        | VDI-Präsident von 1989 bis 1991                                                                                                   |  |
| Hansjörg Sinn               | 1929–       | 1993                        | |  |
| Hans Weinerth               | 1935–2015   | 1993                        | |  |
| Klaus Czeguhn               | 1935–       | 1997                        | VDI-Präsident von 1992 bis 1994                                                                                                   |  |
| Wolfgang Lorenz             | 1927–2010   | 1997                        | |  |
| Hans Starck                 | 1919–2001   | 1997                        | |  |
| Kurt A. Detzer              | 1936–       | 2000                        | |  |
| Peter Gerber                | 1936–       | 2000                        | VDI-Direktor von 1986 bis 1999, ehemaliger Zehnkampfmeister                                                                       |  |
| Hans Wilhelm Obrig          | 1931–2023   | 2000                        | Als Vorsitzender des Wissenschaftlichen Beirats Mitglied des VDI-Präsidiums von 1995 bis 1997                                     |  |
| Klaus Hoppe                 | 1938–2006   | 2005                        | Ernennung auf dem Deutschen Ingenieurtag in Magdeburg                                                                             |  |
| Dietmar von Hoyningen-Huene | 1943–       | 2007                        | |  |
| Rolf Isermann               | 1938–       | 2007                        | |  |
| Siegfried Goll              | 1940–       | 2009                        | Ernennung auf dem 24. Deutschen Ingenieurtag in Düsseldorf                                                                        |  |
| Friedrich Jarchow           | 1926–2011   | 2009                        | Ernennung auf dem 24. Deutschen Ingenieurtag in Düsseldorf                                                                        |  |
| Eike Lehmann                | 1940–2019   | 2009                        | Ernennung auf dem 24. Deutschen Ingenieurtag in Düsseldorf                                                                        |  |
| Michael Pohl                | 1943–       | 2011                        | Ernennung auf dem 25. Deutschen Ingenieurtag in Düsseldorf                                                                        |  |
| Helmut Schulte              |             | 2011                        | |  |
| Bernd-Robert Höhn           |             | 2013                        | Ernennung auf dem 26. Deutschen Ingenieurtag in Düsseldorf                                                                        |  |
| Ulrich Seiffert             | 1941–       | 2013                        | Ernennung auf dem 26. Deutschen Ingenieurtag in Düsseldorf                                                                        |  |
| Willi Fuchs                 |             | 2015                        | VDI-Direktor von 1999 bis 2013, Ernennung auf dem 27. Deutschen Ingenieurtag in Düsseldorf                                        |  |
| Christian Nedeß             |             | 2015                        | Ernennung auf dem 27. Deutschen Ingenieurtag in Düsseldorf                                                                        |  |
| Rainer Hirschberg           |             | 2017                        | Ernennung auf dem 28. Deutschen Ingenieurtag in Düsseldorf                                                                        |  |
| Wolfgang Schröter           | 1950–       | 2017                        | Langjähriger Geschäftsführer von VDI GmbH und VDI Versicherungsdienst. Ernennung auf dem 28. Deutschen Ingenieurtag in Düsseldorf |  |
| Jutta Saatweber             | 1938–       | 2019                        | Ernennung auf dem 29. Deutschen Ingenieurtag in Düsseldorf                                                                        |  |
| Thomas Schmitz              |             | 2019                        | Ernennung auf dem 29. Deutschen Ingenieurtag in Düsseldorf                                                                        |  |
| Christoph Hubig             | 1952–       | 2021                        | Ernennung auf dem 30. Deutschen Ingenieurtag                                                                                      |  |
| Udo Ungeheuer               | 1950–       | 2021                        | Präsident des VDI von 2013 bis 2018, Ernennung auf dem 30. Deutschen Ingenieurtag                                                 |  |
| Wilfried Clauß              |             | 2025                        | Ernennung auf dem 32. Deutschen Ingenieurtag in Düsseldorf                                                                        |  |
| Eberhard Haller             |             | 2025                        | Ernennung auf dem 32. Deutschen Ingenieurtag in Düsseldorf                                                                        |  |
| Rodolfo Schöneburg          |             | 2025                        | Ernennung auf dem 32. Deutschen Ingenieurtag in Düsseldorf                                                                        |  |